# Dolichiscus hiemalis
Dolichiscus hiemalis is een pissebed uit de familie Austrarcturellidae. De wetenschappelijke naam van de soort is voor het eerst geldig gepubliceerd in 1910 door Hodgson.